# Fuchsteufelswild
Fuchsteufelswild ist ein Adjektiv, das emotional verstärkend eine „sehr wütende“ Reaktion bezeichnet.

## Etymologie
Im Deutschen Wörterbuch der Brüder Grimm heißt es zu dem Adjektiv: so aufgebracht, als wenn man ganz des teufels wäre, im höchsten grade aufgebracht: da wurd dir nun das männchen fuchsteufelswild. FR. MÜLLER 1, 233. der ausdruck ist demnach stärker als fuchswild. tirolisch, bei SCHÖPF 157; kärnt. fuchstoiflwilde. LEXER 104; zu Iglau fuxtaiflswild. FROMMANN mundarten 5, 469. Das Adjektiv fuchswild ist schon im 16. Jahrhundert belegt (unter anderem bei Hans Sachs). Auf eine Erklärung verzichtete das Wörterbuch. R. Becker dachte an einen Zusammenhang von fuchsen mit dem alten Wort ficken. d. h. kurz und rasch hin und her fahren, zuschlagen, peitschen.
Der Wörterbuchverlag PONS sieht dagegen den sich wehrenden gefangenen Fuchs, der unter Umständen mit Tollwut infiziert war, als Ursprung des aus Tirol stammenden Wortes fuchswild, das später durch den Zusatz Teufel emotional verstärkt und zur Redewendung wurde. Im Digitalen Wörterbuch der deutschen Sprache des 20. Jahrhunderts wird fuchsteufelswild nach dem etymologischen Wörterbuch nach Pfeiffer wie folgt zusammengefasst: „‚sehr wütend‘ (18. Jahrhundert); fuchs- hat wie in älterem fuchswild (16. Jahrhundert) verstärkende Funktion“.